# Melpattampakkam
Melpattampakkam là một thị xã panchayat của huyện Cuddalore, bang Tamil Nadu, Ấn Độ.

## Nhân khẩu
Theo điều tra dân số năm 2001 của Ấn Độ, Melpattampakkam có dân số 6593 người. Phái nam chiếm 46% tổng số dân và phái nữ chiếm 54%. Melpattampakkam có tỷ lệ 71% biết đọc biết viết, cao hơn tỷ lệ trung bình toàn quốc là 59,5%: tỷ lệ cho phái nam là 75%, và tỷ lệ cho phái nữ là 67%. Tại Melpattampakkam, 10% dân số nhỏ hơn 6 tuổi.